# Canal 10 (Nicaragua)
Canal 10 es una televisora terrestre de escala nacional de Nicaragua, propiedad de Ratensa Comunicaciones, que pertenece al empresario Remigio Ángel González y se encuentra en Residencial Bolonia en la 10ª Calle Suroeste de la ciudad de Managua, o bien del hotel Mansión Teodolinda, 2 cuadras abajo, en Bolonia.

## Historia
Canal 10 fue lanzado en 1997 por la Corporación Ratensa. Desde sus inicios el canal contaba con un noticiero llamado Telediario 10 que luego fue reemplazado por el noticiero Acción 10.
Durante las protestas del 2018, ha sido unos de los pocos medios que ha transmitido todos los acontecimientos, siendo uno de los pocos canales que en sus plataformas ha denunciado las distintas arbitrariedades del actual gobierno nicaragüense.

## Programación
Canal 10 cuenta con programación producida por las cadenas internacionales Televisa y Telemundo así como algunas novelas producidas en Venezuela. 
Algunos de sus programas emitidos son:

### Programas nacionales
- Revista Acción 10 en la Mañana
- Acción 10
- Descubre TV Nicaragua
- Telediario 10

### Programas extranjeros
- Laura
- Caso cerrado

### Programas infantiles
- Beyblade Burst

### Series extranjeras
- La Familia Monster
- Guardianes de la Bahía
- Monk
- Psiquico
- Dinotopia
- Como tu ninguna
- Popcorn TV
- Videos Divertidos de Animal Planet
- Cámara loca
- Marvel's Agents of S.H.I.E.L.D.
- Fear The Walking Dead
- Hudson & Rex
- The Rookie
- Quantico
- Almas suspendidas
- Vikingos
- Mentes criminales
- Numb3rs
- Highlander
- NCIS: Los Ángeles
- NCIS: New Orleans
- Mar de plástico
- Alerta Cobra
- La Bella y la Bestia
- Once Upon a Time
- Smallville
- Una familia de diez
- Bienvenidos
- Como dice el dicho
- La rosa de Guadalupe
- Señora
- Señora
- Los cuervos
- La dueña
- La dueña
- La dueña
- Bodas de odio
- Colorina
- Si dios me quita la vida
- El sol sale para todos
- Querida mamá
- Emilia

Nota: En cursiva significa que está fuera de emisión.

### Realitys y programas deportivos
- BattleBots
- Desafío Extremo
- Guerrero Ninja Americano
- Mira quién baila
- ¿Quién es la máscara?
- Juego de Voces
- America's Funniest Videos Latinoamérica
- Hombre al agua
- UEFA Champions League Magazine
- UEFA Europa League & Conference League Magazine
- Fear Factor
- WWE Raw y Smackdown

### Ceremonias de premiaciones
- Premios Óscar
- Premios Billboard
- Premios Juventud
- Premios 40 Principales
- Premios Platino
- Premios Tu Música Urbano
- Premios Lo Nuestro
- Premios Latin American Music
- Monitor Music Awards
- Premios Grammy Latinos

### Transmisiones deportivas
- Juegos Olímpicos
- Copa Mundial Femenina de Fútbol
- Copa Mundial de Fútbol
- Copa FIFA Confederaciones
- Eurocopa
- UEFA Champions League
- UEFA Europa League
- UEFA Conference League
- UEFA Super Cup

### Bloques de películas
- Cine de la madrugada
- Cine de la tarde
- Cinema 10
- Cinema 10 última función